# Ишимка (Красноярский край)
Иши́мка — деревня в Большеулуйском районе Красноярского края. Входит в состав Удачинского сельсовета.

## География
Деревня находится в западной части края, в подтаёжно-лесостепном районе лесостепной зоны, к северу от реки Ишимка, на расстоянии приблизительно 11 км (по прямой) к северо-западу от Большого Улуя, административного центра района. Абсолютная высота — 188 м над уровнем моря.
Климат
Климат характеризуется как резко континентальный, с продолжительной морозной зимой и коротким тёплым летом. Средняя температура воздуха самого тёплого месяца (июля) составляет 17,9 °C (абсолютный максимум — 38 °C); самого холодного (января) — −18,2 °C (абсолютный минимум — −61 °C). Продолжительность безморозного периода составляет в среднем 105 дней. Среднегодовое количество атмосферных осадков составляет 474 мм, из которых 341 мм выпадает в период с апреля по октябрь.

## История
Основана в 1907 году. По данным 1926 года имелось 77 хозяйства и проживало 413 человек (213 мужчин и 200 женщин). В национальном составе населения того периода преобладали белорусы. Функционировала школа I ступени. В административном отношении деревня являлась центром Ишимкинского сельсовета Больше-Улуйского района Ачинского округа Сибирского края.

## Население
| 2010 |
| ---- |
| 31   |

Половой состав
По данным Всероссийской переписи населения 2010 года, в гендерной структуре населения мужчины составляли 61,3 %, женщины — соответственно 38,7 %.
Национальный состав
Согласно результатам переписи 2002 года, в национальной структуре населения русские составляли 96 % из 91 чел.

## В культуре
В 2022 году ансамбль народной песни «Сибирская вечора» выпустила альбом «Ишимский клад», в котором были представлены народные песни белорусских переселенцев из деревни Ишимка.